# Mattighofen
Mattighofen är en stadskommun i distriktet Braunau am Inn i förbundslandet Oberösterreich i Österrike. Kommunen har 7 617 invånare (2024).

## Kända personer
- Vanessa Moharitsch, backhoppare